# Vanderhorstia flavilineata
Vanderhorstia flavilineata es una especie de peces de la familia de los Gobiidae en el orden de los Perciformes.

## Morfología
Los machos pueden llegar a alcanzar los 2,72 cm de longitud total.

## Hábitat
Es un pez de Mar,  de clima tropical y demersal que vive entre 15-30 m de profundidad. 

## Distribución geográfica
Se encuentra en Papúa Nueva Guinea. 

## Observaciones
Esta especie de peces son inofensivos para los humanos. 